# كريج كليفنجر
كريج كليفنجر (بالإنجليزية: Craig Clevenger)‏ (ولد 1964 في دالاس، تكساس) هو كاتب أمريكي ومن أهم الكتاب الأمريكان ونشأ في جنوب كاليفورنيا حيث درس الإنجليزية في جامعة ولاية كاليفورنيا، لونغ بيتش، ويقيم حالياً في سان فرانسيسكو بالولاية نفسها.
في عام 2002 أصدر روايته الأولى بعنوان The Contortionist's Handbook، وفي عام 2005 أصدر روايته الثانية بعنوان Dermaphoria، ويتفرّغ «كليفنجر» لوضع لمساته الأخيرة على روايته الثالثة The Fade.
تدور أحداث رواية Dermaphoria عن «إريك أشوورث» الذي يستيقظ فجأة في السجن، غير قادر على تذكر كيف حصل هناك، أو لماذا، كل ما تذكره هو اسم المرأة «ديزيريه».
ورويداً رويداً تنتج سلسلة مفككة من الأحاسيس التي تسمح لـ «إريك» ببطء لتذكر حياته السابقة. فيبدأ «إريك» في استعادة ماضيه على حساب قبضته على الحاضر، فيبدأ في رحلة من المتناقضات، مع شعور بالتسامح ينمو جنباً إلى جنب مع جنون العظمة، استعادة الماضي على حساب الشعور بالحاضر، الفارق بين الحقيقة والخيالات والهلاوس شبه معدوم.

## وصلات خارجية
الموقع الرسمي لكريج كليفنجر